# Neeltje-Jans
Neeltje-Jans es una isla artificial en la provincia de Zelanda parte de los Países Bajos, a medio camino entre Noord-Beveland y Schouwen Duiveland en el Oosterschelde. Se construyó para facilitar la creación de la Oosterscheldedam. La isla lleva el nombre de un banco de arena cercano. Posee una superficie estimada en 285 hectáreas.